# Days Gone Bye
"Days Gone Bye" é o primeiro episódio da primeira temporada da série de televisão de terror pós-apocalíptico The Walking Dead. Foi originalmente exibido pelo canal de televisão AMC nos Estados Unidos em 31 de outubro de 2010. No Brasil, estreou em 2 de novembro do mesmo ano, no canal Fox Brasil. O episódio foi escrito e dirigido por Frank Darabont, criador e produtor executivo da série. Neste episódio, Rick Grimes, xerife de uma pequena cidade na Geórgia, acorda de um coma em um hospital abandonado depois de ser seriamente ferido. Percebendo que o mundo foi infestado por zumbis, Grimes se aventura até sua casa para encontrar sua família. Depois de descobrir que sua esposa e filho desapareceram, ele encontra outros sobreviventes, abrigados na casa do vizinho, que revelam que o Centro para Controle e Prevenção de Doenças criou uma zona de quarentena em Atlanta. Grimes viaja até a cidade na esperança de encontrar sua família.
Robert Kirkman, criador da série de quadrinhos de mesmo nome, inicialmente considerou a ideia de uma série de televisão baseada em sua obra. Entretanto, tais ideias nunca foram perseguidas por ele. Darabont expressou interesse em desenvolver um programa de televisão. Em janeiro de 2010, a AMC oficialmente anunciou a encomenda de um episódio piloto para uma possível série adaptação dos quadrinhos The Walking Dead. No anuncio, os executivos da emissora confirmaram que Darabont serviria como diretor, roteirista e um dos produtores executivos para o programa junto com Gale Ann Hurd.
"Days Gone Bye" foi muito bem recebido pela critica especializada, com alguns afirmando que o episódio possuía qualidades cinematográficas, enquanto outros compararam-no à série Lost. De acordo com o sistema de mediação de audiência Nielsen rating, a estreia atraiu uma audiência de 5.35 milhões de telespectadores durante a sua transmissão original, e recebeu uma classificação de 2.7 no perfil demográfico de adultos entre os 18 aos 49 anos de idade.

## Enredo
O episódio começa in medias res enquanto o ex-xerife Rick Grimes (Andrew Lincoln) procura por gasolina e suprimentos em uma loja de conveniência abandonada na zona rural da Geórgia em uma estrada deserta. Ele acaba encontrando uma garotinha (Addy Miller), porém vê que ela é na verdade um zumbi. Quando ela começa a correr na direção dele, Rick atira na cabeça dela.
Retornando aos eventos de várias semanas atrás, Rick e seu parceiro Shane Walsh (Jon Bernthal) são chamados para uma perseguição em alta velocidade, onde eles enfrentam dois homens armados. Os dois homens são baleados, porém um terceiro sai do veículo e atira em Rick no peito, deixando-o seriamente ferido. Depois de ficar em coma por um período de tempo não informado, Rick acorda em um hospital abandonado. Ele investiga o prédio e encontra seu primeiro morto-vivo—um grupo de zumbis amontoados em uma sala trancada—como também fileiras de corpos em sacos plásticos. Em um parque próximo, ele encontra um zumbi severamente deteriorado, com nada abaixo de sua cintura além de um rastro de ossos e órgãos. Abalado, ele retorna para sua casa para procurar sua família. Incapaz de encontrá-los, ele senta do lado de fora e é atingido na cabeça por um menino com uma pá, que inicialmente o confunde por um zumbi.
Rick mais tarde acorda amarrado em uma cama. O pai do menino, Morgan Jones (Lennie James), verifica se Rick possui marcas de mordidas ou febre, sinais que indicam que ele pode estar se transformando em um zumbi. Depois de decidir que ele não é uma ameaça, Morgan o solta e compartilha suas informações acerca do apocalipse zumbi. No dia seguinte, Rick conta a Morgan que sua família desapareceu e que eles provavelmente estão vivos (baseado nas fotos de família que foram levadas da casa). Morgan e seu filho, Duane (Adrian Kali Turner), dizem a Rick que eles podem ter ido para Atlanta, onde o Centro para Controle e Prevenção de Doenças estabeleceu uma zona de quarentena. Rick leva Morgan e Duane até sua delegacia, onde eles ativam o gerador de emergência. Os três tomam um banho e esvaziam o depósito de armas. Ao partirem, Rick indo para Atlanta e Morgan e Duane ficando, Rick dá a Morgan um rifle e um walkie-talkie, lhe dizendo que ele irá transmitir todas as manhãs. Antes de ir embora, Rick encontra o também policial Leon Basset—agora um zumbi—e o mata. Morgan vai para o topo de sua casa, onde ele olha para fotografias de família antes de atirar em vários zumbis. Como ele esperava, o barulho atrai mais mortos-vivos, incluindo sua esposa, porém Morgan não é capaz de atirar nela e acaba chorando.
No seu caminho até Atlanta, Rick envia uma transmissão de rádio. A transmissão é recebida em um acampamento localizado do lado de fora da cidade, porém eles não conseguem enviar uma resposta o avisando sobre a situação da cidade. Entre os sobreviventes então seu parceiro, Shane, e sua esposa e filho, Lori (Sarah Wayne Callies) e Carl (Chandler Riggs). Rick acaba ficando sem gasolina; incapaz de encontrar gasolina para reabastecer, ele deixa o carro e continua a pé. Ele vai até uma fazenda, com seus moradores mortos em um aparente suicídio. Rick encontra um cavalo e cavalga até Atlanta, carregando uma sacola de armas tiradas do depósito da delegacia.
Rick chega em Atlanta e encontra a cidade em estado de devastação extrema. Ele então investiga as ruas no cavalo, encontrando um bloqueio militar. Rick ouve um helicóptero e tenta segui-lo, encontrando uma horda de zumbis. Os mortos-vivos atacam o cavalo de Rick, jogando-o no chão e fazendo-o derrubar a sacola de armas. Enquanto muitos zumbis comem seu cavalo, Rick se arrasta até debaixo de um tanque de guerra. Com vários mortos-vivos o atacando de todos os lados, ele vê uma escotilha aberta debaixo do tanque e entra. Os zumbis cercam o tanque e Rick se tranca. Depois de matar um soldado morto-vivo, Rick fica a salvo—porém preso—dentro do tanque. Uma voz sai do rádio, sarcasticamente perguntando se ele está confortável lá dentro.

## Produção

### Concepção
Sendo que eu sempre tive "o amor pelo gene de zumbis", é claro que eu peguei, levei para casa e li, e imediatamente comecei a perseguir os direitos. Eu achei que faria um exelente programa de TV. Eu amei a ideia de uma apresentação serializada dramática se passando em um apocalipse zumbi estendido e em andamento.

—Frank Darabont falando sobre os quadrinhos The Walking Dead.
Robert Kirkman, que criou a série de quadrinhos em 2003, diz que havia considerado a ideia de uma série de televisão The Walking Dead, porém nunca perseguiu esse objetivo. Quando Frank Darabont se interessou em adaptar os quadrinhos para a televisão, Kirkman disse estar "extremamente lisonjeado" e até falou que "ele se importa com o material fonte original, e você pode dizer isso pelo modo que ele o está adaptando". Em sua entrevista, Kirkman afirmou que era "uma extrema validação do trabalho", e continuou ao dizer que "nunca em um milhão de anos [ele] poderia imaginar que se Walking Dead fosse algum dia adaptado tudo iria sair tão bem".
O filme de 1968 Night of the Living Dead, dirigido por George A. Romero, teve influências prevalecentes na série de televisão. Na San Diego Comic-Con International de 2010, Darabont admitiu ser um fã do filme desde os quatorze anos. Ele afirmou que Night of the Living Dead tem uma "vibração estranha", comprando-o com pornografia. Ele continua: "Têm essa atração maravilhosa e vergonhosa [...] eu amei imediatamente". Darabont lembra de entrar em uma loja de quadrinhos em Burbank, Califórnia, e ver The Walking Dead na prateleira em 2005. Ele descreveu o processo de desenvolvimento da série e a tentativa de encontrar uma emissora como "quatro anos de frustração", e credita a produtora executiva Gale Ann Hurd como a responsável por finalmente conseguir colocar a série na AMC.

### Desenvolvimento

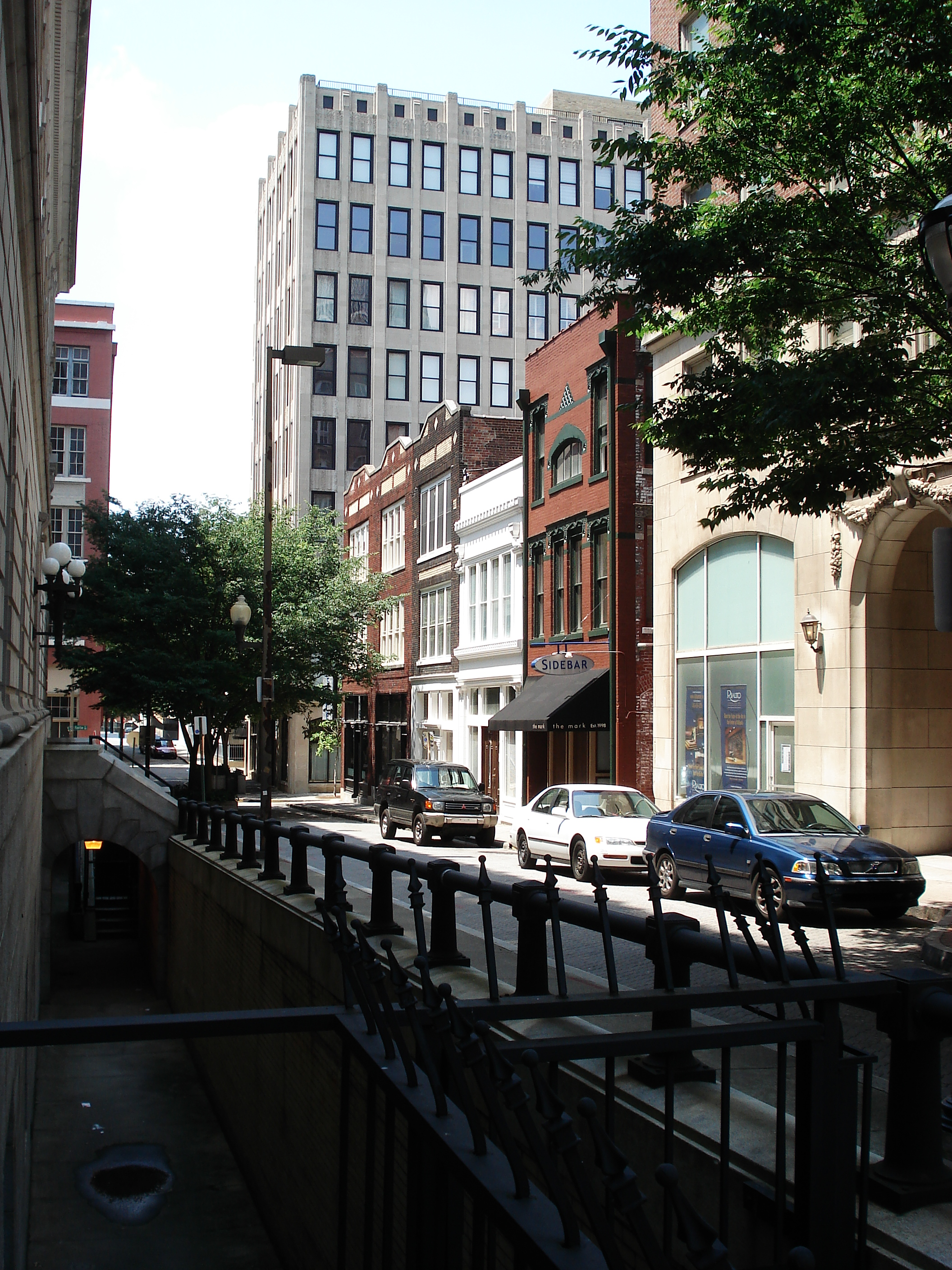
As filmagens do episódio ocorreram em sua maior parte no bairro Fairlie-Poplar de Atlanta.

Em 20 de janeiro de 2010, a AMC oficialmente anunciou a encomenda de um episódio piloto para uma possível série adaptação dos quadrinhos The Walking Dead; Darabont e Hurd atuariam como produtores executivos, com o primeiro escrevendo e dirigindo o episódio. Toda a série foi pré-encomendada baseada apenas na força do material fonte, nos roteiros para televisão, e o envolvimento de Darabont. No mesmo mês, análises do roteiro do episódio piloto atrairam uma maior atenção. Darabont escreveu a maior parte do roteiro do episódio. Seu roteiro inicial para "Days Gone Bye" foi dividido ao meio e "embelezado", subsequentemente transformando-o em um arco de dois episódios. Darabont explica que ele fez isso para "desacelerar a narrativa e mergulharmos nos personagens mais profundamente, então não é apenas um negócio movido pelo enredo ou um evento". Ele resume: "Você realmente quer colocar esses personagens na equação".
As filmagens de "Days Gone Bye" ocorreram em Atlanta, Geórgia, começando em 15 de maio de 2010, depois da AMC ter encomendado a produção de seis episódios para a série. As filmagens do episódio ocorreram durante um período de dois meses, se encerrando no início de julho de 2010. Locações para filmagens foram organizadas em vários locais ao redor da área de Atlanta, particularmente no bairro Fairlie-Poplar. A estréia foi filmada completamente em filme 16 mm. David Tattersall foi o diretor de fotografia para o episódio piloto, enquanto Greg Melton e Alex Hadju cuidaram da direção de arte. A equipe de efeitos incluia o veterano maquiador de efeitos especiais Greg Nicotero, o coordenador de efeitos especiais Darrell Pritchett, e os supervisores de efeitos visuais Sam Nicholson e Jason Sperlling.

Pôster promocional da primeira temporada.

O website oficial da série foi lançado um pouco antes da San Diego Comic-Con International de 2010, com um quadrinho em movimento baseado na primeira edição do quadrinho original, dublado por Phil LaMarr. O website também postou um documentário de bastidores da série, primariamente sobre o primeiro episódio, além de vários outros vídeos de bastidores e entrevistas. No documentário, o criador dos quadrinhos e produtor executivo da série Robert Kirkman junto com o artista Charlie Adlard afirmaram estar muito satisfeitos sobre quão fiel o programa é em relação aos quadrinhos, além de comentarem as similaridades entre os atores e os desenhos originais do quadrinho para cada personagem.
The Walking Dead estreou durante a mesma semana em 120 países. Como parte da cara campanha para divulgar e aumentar a antecipação da estréia, as transmissoras internacionais afiliadas a AMC e a Fox coordenaram um evento mundial de invasão de zumbis nos dias que precederam a exibição do episódio nos Estados Unidos. Esses eventos ocorreram em locais como a Ponte do Brooklyn em Nova Iorque,  o Lincoln Memorial em Washington, D.C., o Palácio de Westminster em Londres, e o Museu do Prado em Madrid. Os eventos de campanha começaram em Hong Kong e Taipei, e culminaram em Los Angeles.

#### Seleção de elenco

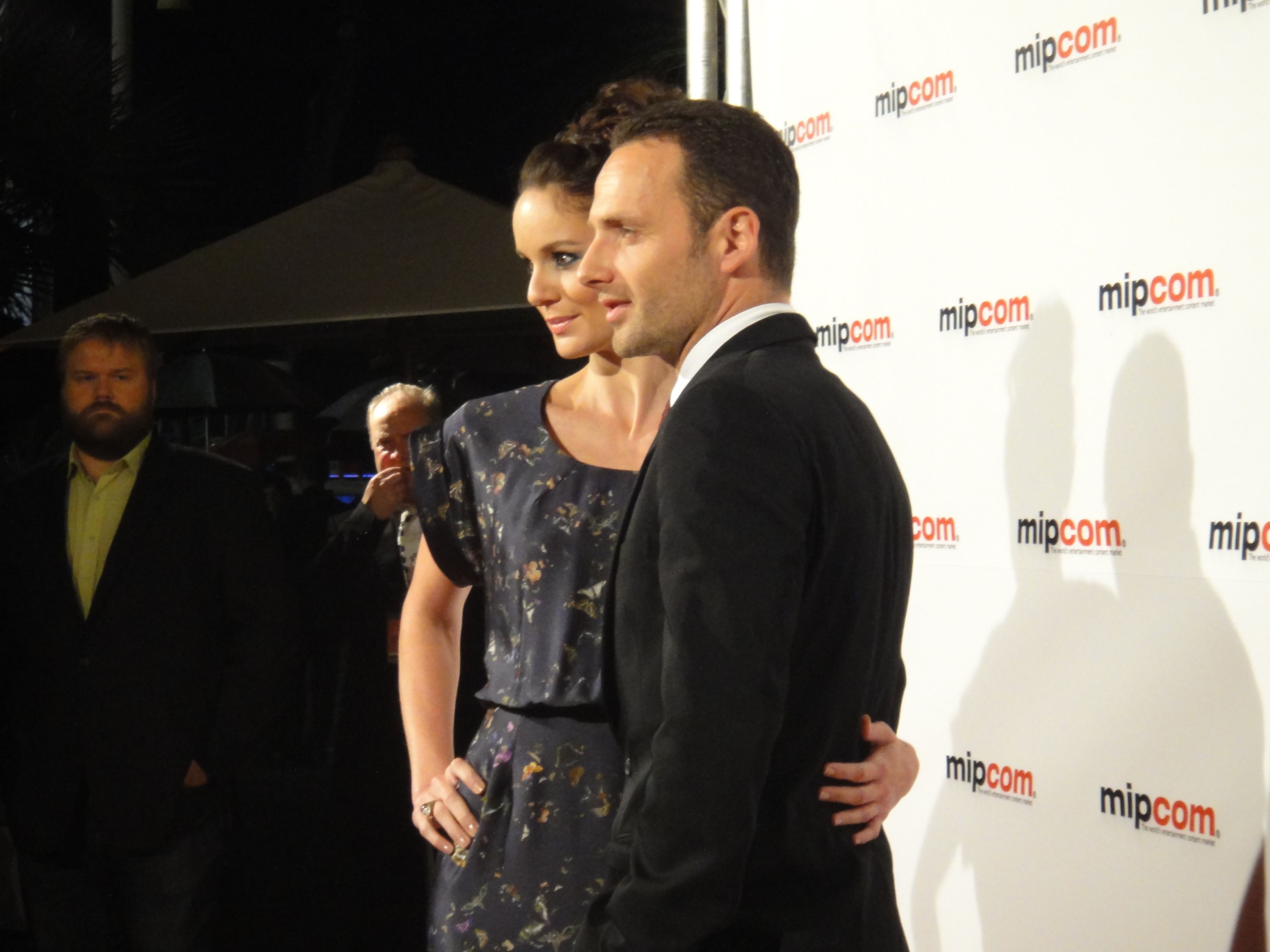
Lori e Rick Grimes são interpretados por Sarah Wayne Callies e Andrew Lincoln.

Pouco depois do início das filmagens, houve uma grande demanda no uso de figurantes para os zumbis. Em uma entrevista para a MTV, Greg Nicotero disse que apesar de qualquer um ser bem vindo a fazer o teste, os produtores do programa estavam especificamente interessados em pessoas altas e/ou magras. Muitos dos testes para os personagens centrais aconteceram durante as filmagens da primeira temporada de The Walking Dead. Uma imagem promocional revelando o elenco foi lançada pela AMC pouco depois da produção da primeira temporada ter sido concluída.
Em abril de 2010, Andrew Lincoln recebeu o papel de Rick Grimes, o personagem central da série. Robert Kirkman estava em êxtase com a atuação de Lincoln, opinando que ele foi uma "descoberta maravilhosa". Em sua entrevista para o Dread Central, Kirkman adicionou que "escrevendo Rick Grimes mês após mês nos quadrinhos, eu não tinha ideia que ele era um verdadeiro ser humano que respira e vive, e mesmo assim, eis ele. Eu não poderia estar mais excitado com como esse programa está se formando". Junto com Lincoln, o elenco principal inclui Sarah Wayne Callies como Lori Grimes, Jon Bernthal como Shane Walsh, Steven Yeun como Glenn, Jeffrey DeMunn como Dale Horvath, Laurie Holden como Andrea e Chandler Riggs como Carl Grimes.
Junto com o elenco principal, "Days Gone Bye" possui as aparições especiais de vários atores e atrizes. Emma Bell aparece no episódio como Amy, a irmã mais jovem de Andrea. Bell mais tarde se tornaria um membro do elenco principal como uma personagem recorrente. Lennie James interpretou o papel de Morgan, e Jim Coleman apareceu no piloto como Lam Kendal.

## Exibição
Várias cenas de "Days Gone Bye" foram exibidas em 23 de julho de 2010 como parte da San Diego Comic-Con International de 2010. "Days Gone Bye" estreou em Hong Kong na TVB Pearl em 30 de agosto de 2010. Duas semanas antes de sua estréia oficial nos Estados Unidos, os conteúdos do episódio vazaram na internet. O episódio estreou internacionalmente pela Fox International Channels durante a primeira semana de novembro.

### Audiência
"Days Gone Bye" foi originalmente exibido no dia 31 de outubro de 2010 nos Estados Unidos na AMC. O episódio foi assistido por mais de 5.35 milhões de espectadores, fazendo esta a estréia mais assistida na história da emissora. "Days Gone Bye" atraiu um índice de 2.7 nos demográficos 18-49, traduzindo-se em 3.6 milhões de espectadores de acordo com o Nielsen rating. Ele também se tornou o episódio mais assistido da semana, como também o terceiro programa mais assistido da semana de 31 de outubro. É o terceiro episódio de maior audiência da primeira temporada, atrás apenas de "Wildfire" e "TS-19", que receberam uma audiência total de 6 milhões de espectadores, ambos.
A estréia da série teve um sucesso similar fora dos Estados Unidos. No Reino Unido, o episódio piloto estreou no FX em 5 de novembro de 2010, uma semana depois de ter ido ao ar nos Estados Unidos. Ele atraiu 579.000 espectadores, tornando-se o programa mais assistido do FX na semana. A estréia na Irlanda e Escócia, que foi ao ar no Channel 5 em 10 de abril de 2011, atraiu 1.5 milhões de espectadores. Na Itália, ele se tornou o programa mais assistido da noite, com estimados 360.000 espectadores assistindo o episódio em sua primeira exibição. Na Espanha, "Days Gone Bye" atraiu 105.000 espectadores, e recebeu uma parcela de 10.2% da audiência do mercado. Como na Espanha, o episódio se tornou a estréia de série mais assistida na Coreia do Sul, onde recebeu uma audiência total de 57.000 espectadores. "Days Gone Bye" alcançou índices altos nos demográficos 18-49 em vários países, particularmente aqueles na América Latina. Índices nos respectivos demográficos foram os mais altos na Argentina, Colômbia e Peru. Na Colômbia e no Peru, "Days Gone Bye" alcançou um índice de 2.1, enquanto teve um índice de 3.5 nos demográficos 18-49 na Argentina.

## Recepção

### Resposta da crítica
"Ninguém que assistiu vai esquecer a parte quando [...] Grimes veste um uniforme limpo e sai para encontrar sua família. Eventualmente, a gasolina de seu carro acaba e quando o vemos pela última vez na estrada para Atlanta ele está galopando pela rodovia abandonada em um cavalo. Em seu chapéu de xerife estilo cowboy, um distintivo de ouro está brilhando ao Sol, como também os pendões dourados da borda do chapéu que estão espertamente descansando na aba. Esses últimos vestígios de civilização, tanto velhos quanto novos, terão desaparecido logo. [...] Porém há uma vontade irresistível agora de ir junto na aventura."

—Nancy deWolf Smith
"Days Gone Bye" foi aclamado pela crítica especializada após sua exibição. Nancy deWolf Smith, do The Wall Street Journal, achou que o "episódio piloto [é] tão bom que prendeu a atenção até uma odiadora de zumbis como eu". Ela expressou o fato do programa parecer real e ter um visual cinematográfico. Vários críticos apontaram comparações do episódio piloto com a série Lost. Steve West do Cinema Blend elogiou "Days Gone Bye", comparando-o com o episódio piloto de Lost. Ele opinou: "Enquanto George Romero teve problemas para retornar a seus contos de mortos-vivos com um comentário social relevante, Frank Darabont não teve tais problemas com The Walking Dead. A última série da AMC pega o gênero zumbi com uma visão pesada e intensa da humanidade. Podemos estar assistindo a sobreviventes de um apocalipse zumbi, mas estamos testemunhando uma brilhante examinação do que nós faz humanos". Leonard Pierce da The A.V. Club deu ao episódio uma nota "A–", e o descreveu como uma "estréia deslumbrante".
Escrevendo para o The Washington Post, Liz Kelly e Jen Chaney reagiram de forma positiva a estréia, julgando-a como um "programa arrepiante", e exclamaram que ele tinha um "senso bem real de que o mundo pode ficar completamente louco, e permanecer daquele jeito". Kris King do Starpulse escreveu que ele era "um alívio bem-vindo do mundo cheio de acampamentos da cultura zumbi". Josh Jackson da Paste deu ao episódio uma nota 8.8 de 10. Jackson elogiou os momentos finais do episódio, descrevendo-os como "épicos". "Days Gone Bye" foi elogiado pelo crítico Eric Goldman da IGN, que deu a estréia da série uma nota 9 de 10, significando "extraordinário". Goldman também elogiou a mesma sequência, afirmando que era uma "sequência maravilhosa e incrivelmente pungente". Jeff Jansen, da Entertainment Weekly, opinou que o piloto foi intenso, e achou que ele superou as expectativas. Jensen expressou sua satisfação acerca do começo do episódio, afirmando ser um "clássico instantâneo". O também crítico da Entertainment Weekly Dan Snierson concordou com a opinião de Jensen, cumprimentando a série por sua imprevisibilidade. James Poniewozik da TIME reagiu de forma positiva ao episódio, exclamando que ele "pinta minuciosamente um mundo pós-apocalíptico convincente, tanto visualmente quanto emocionalmente".

### Prêmios
O episódio recebeu três indicações ao Primetime Emmy Award no Emmy Awards 2011, para Melhor Edição de Som para uma Série e Melhores Efeitos Visuais Especiais para uma Série, vencendo na categoria de Melhor Maquiagem Prostética para uma Série, Minissérie, Filme ou Especial. Os efeitos de maquiagem foram feitos por Gregory Nicotero.

### Legado
Em comemoração pelo centésimo episódio da série, "Mercy", que foi ao ar em 22 de outubro de 2017, os produtores executivos Greg Nicotero e Scott M. Gimple tentaram criar chamadas de retorno para esse episódio. Especificamente, o episódio incluiu uma versão refeita cena por cena de Rick Grimes em busca de suprimentos entre carros abandonados, embora neste caso, com Carl no lugar dele. Para isso, eles escalaram a atriz Addy Miller, agora adolescente, como a zumbi que ameaçou Rick e Carl. Eles também escalaram Joe Giles, que interpretou um dos zumbis que seguiram Rick do ônibus em Atlanta, como um caminhante em "Mercy". Cenas adicionais de "Mercy", aparentemente ambientadas no futuro, foram feitas para refletir as cenas de Rick acordando de seu coma no hospital.